# Landgericht Heilsbronn

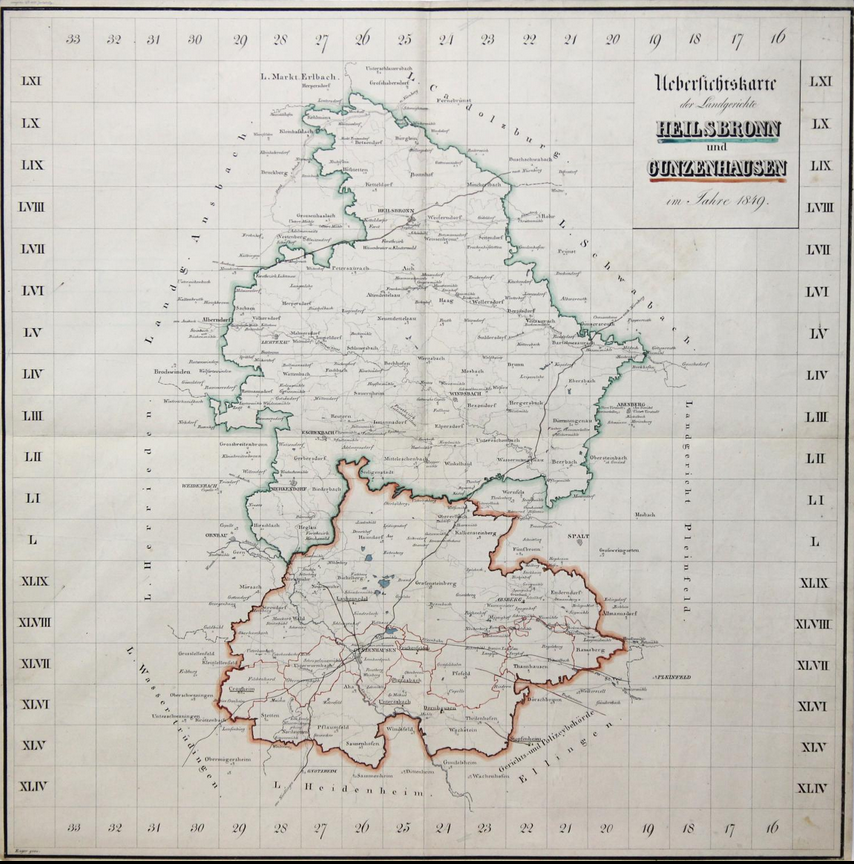
Übersichtskarte der Landgerichte Heilsbronn und Gunzenhausen im Jahre 1849

Das Landgericht Heilsbronn war ein von 1808 bis 1879 bestehendes bayerisches Landgericht älterer Ordnung mit Sitz in Heilsbronn im heutigen Landkreis Ansbach.

## Lage
Das Landgericht Heilsbronn grenzte im Westen an das Landgericht Ansbach, im Norden an das Landgericht Markt Erlbach, im Nordosten an das Landgericht Cadolzburg, im Osten an das Landgericht Pleinfeld und im Süden an das Landgericht Gunzenhausen.

## Geologie
Das Klima galt als gemäßigt. Das Gelände wurde als „wenig eben, sondern meistens bergig und hügelich“ beschrieben, die Bodenbeschaffenheit als „meistens sandig, doch fruchtbar“, wenngleich es nur „wenig fette und schwarze Erde“ gab.

## Geschichte
1803 wurde im Verlauf der Verwaltungsneugliederung Bayerns das Landgericht Heilsbronn errichtet. Es wurde gebildet aus dem Justiz- und Kammeramt Windsbach des Ansbacher Kreises, dem nürnbergischen Pflegamt Lichtenau, dem Stadtvogteiamt Eschenbach des Deutschen Ordens, und Teilen des eichstättischen Pflegamtes Abenberg und  des Justiz- und Kammeramtes Neuhof des Neustädter Kreises. Das Landgericht gehörte zum 1808 gebildeten Rezatkreis (1838 in Mittelfranken umbenannt).
1808 wurde das Landgericht Heilsbronn im Rahmen des Gemeindeedikts in 20 Steuerdistrikte unterteilt, die vom neu geschaffenen Rentamt Windsbach verwaltet wurden:
Aich, Barthelmesaurach, Bertholdsdorf, Bürglein, Dürrenmungenau, Gerbersdorf, Heilsbronn, Hirschlach, Immeldorf, Lichtenau, Merkendorf, Mitteleschenbach, Neuendettelsau, Petersaurach, Sachsen, Sauernheim, Wassermungenau, Weißenbronn, Windsbach, (Wolframs-)Eschenbach.
1810 entstanden Ruralgemeinden, die deckungsgleich mit den Steuerdistrikten waren. Mit dem Zweiten Gemeindeedikt (1818) erhielten die Ruralgemeinden mehr Befugnisse. Zugleich wurden die meisten bis dahin bestehenden Ruralgemeinden aufgespalten bzw. einzelne Orte wechselten die Ruralgemeinden, so dass es schließlich folgende 56 Gemeinden gab (3 Munizipal-G., 53 Rural-G.):
Aich, Altendettelsau, Barthelmesaurach, Bechhofen, Beerbach, Bertholdsdorf, Betzendorf, Biederbach, Bonnhof, Brunn, Bürglein, Dürrenmungenau, Ebersbach, Elpersdorf, Fischbach, Gerbersdorf, Haag, Heglau, Heilsbronn, Hergersbach, Herpersdorf, Hirschlach, Höfstetten, Immeldorf, Ismannsdorf, Kehlmünz, Ketteldorf, Lichtenau, Malmersdorf, Merkendorf, Mitteleschenbach, Moosbach, Müncherlbach, Neuendettelsau, Petersaurach, Retzendorf, Reutern, Sachsen, Sauernheim, Schlauersbach, Seitendorf, Selgenstadt, Suddersdorf, Untereschenbach, (Unter-)Rottmannsdorf, Veitsaurach, Volkersdorf, Wassermungenau, Wattenbach, Weißenbronn, Weiterndorf, Wernsbach, Windsbach, Winkelhaid, (Wolframs-)Eschenbach, Wollersdorf.
Das Landgericht Heilsbronn hatte eine Gebietsfläche von 5,96 Quadratmeilen (= 327 km²). Es gab 148 Ortschaften (3 Städte, 2 Märkte, 12 Pfarrdörfer, 6 Kirchdörfer, 44 Dörfer, 29 Weiler und 52 Einöden) und 56 Gemeinden (2 Magistrate 3. Klasse, 1 Stadtgemeinde, 2 Marktgemeinden und 51 Landgemeinden).
Am 2. Juli 1833 richtete die Stadt Wolframs-Eschenbach ein Gesuch an den König von Bayern den Sitz des Landgerichtes dorthin zu verlegen. Am 15. April 1836 beantragte Windsbach die Bildung eines eigenen Landgerichts bestehend aus 21 Gemeinden (Suddersdorf, Wollersdorf, Bertholdsdorf, Veitsaurach, Barthelmesaurach, Ebersberg, Brunn, Retzendorf, Hergersbach, Dürrenmungenau, Berbach, Wassermungenau, Untereschenbach, Winkelhaid, Mitteleschenbach, Elpersdorf, Moosbach, Neuses, Bechhofen, Sauernheim und Ismannsdorf). Die Gemeinde Barthelmesaurach forderte die Überweisung an das Landgericht Schwabach, die Gemeinden Sachsen und Retzendorf und der Ort Zandt die Überweisung an das Landgericht Ansbach. Sämtliche Anträge wurden abgelehnt.
1857 wurden die Gemeinden Biederbach, Gerbersdorf, Heglau, Hirschlach, Merkendorf und Selgenstadt an das Landgericht Gunzenhausen abgetreten. Dadurch verringerte sich die Zahl der Gemeinden auf 50, die Zahl der Ortschaften auf 138 und die Gebietsfläche auf 5,43 Quadratmeilen (= 299 km²).
1862 wurde die Verwaltung von dem neu geschaffenen Bezirksamt Heilsbronn übernommen. Das Landgericht Heilsbronn war nun nur noch für die Gerichtsbarkeit zuständig.

## Wirtschaft
Die Viehzucht war „nirgends so unbedeutend wie hier“ im Gegensatz zu den Produkten aus Jagd, Fischerei und Ackerbau. Besonders Kartoffeln, Krapp, Hopfen und Tabak wurden angebaut, während Dinkel überhaupt nicht angebaut wurde. An verarbeitenden Gewerbe gab es Strumpf-, Wachstuch- und Krappfabrikation und Bierbrauerei.

## Statistik
| Jahr           | 001818 | 001837 | 001840 | 001852 | 001855 | 001861 | 001864 | 001867 | 001871 | 001875 | 001880 |
| Einwohner      | 14048  | 15432  | 16435  | 16937  | 15854  | 15983  | 16234  | 16551  | 16237  | 16801  | 12925  |
| Häuser         | 2571   | 2708   | 2570   | 2684   |        |        |        |        | 2815   |        |        |
| Familien       | 2998   | 3445   | 3423   | 3640   |        | 3550   | 3712   | 3362   | 3741   |        | 2406   |
| Protestantisch |        |        | 13373  | 13553  |        | 12595  |        | 12699  | 13550  |        | 11783  |
| Katholisch     |        |        | 2972   | 3286   |        | 3286   |        | 2888   | 2903   |        | 1047   |
| Jüdisch        |        |        | 90     | 98     |        | 98     |        | 97     | 98     |        | 93     |
| Gebietsfläche  |        | 5,96   |        | 5,94   |        | 5,47   |        | 5,43   | 5,43   |        |        |
| Quelle         | [ 12 ] | [ 5 ]  | [ 13 ] | [ 14 ] | [ 15 ] | [ 16 ] | [ 15 ] | [ 17 ] | [ 18 ] | [ 15 ] | [ 19 ] |

## Struktur
Mit Hilfe des Inhaltsverzeichnisses kann man unter den Einzelorten navigieren. Hierfür müssen zuvor die Ortsteile sortiert werden. Mit dem ↑ kann wieder nach oben navigiert werden (Steuerdistrikte, Ruralgemeinden). Mit Typ ist der Siedlungstyp gemeint und mit EW Einwohnerzahl. Beides ist dem 1818 erschienenen Alphabetischen Verzeichniß aller im Rezatkreise […] enthaltenen Ortschaften entnommen. An Siedlungstypen wird dort unterschieden zwischen Stadt (St.), Markt (Mkt.), Pfarrdorf (Pfd.), Kirchdorf (Kd.), Dorf (D.), Weiler (W.), Einöde (E.), Mühle (M.). Unter Pfarr-, Schul- und Postsprengel wird jeweils derjenige angegeben, dem der Ort im Zeitraum von 1808 bis 1879 am längsten angehörte. Bei den allermeisten Orten hatte es keine Änderungen gegeben. Die Angabe der  Pfarrei und der Schule richtet sich nach der Konfessionsangehörigkeit der Mehrheit der Bevölkerung. Auch hier sind fast alle Orte monokonfessionell. Schließlich wird noch angegeben, welcher Administration der Ort zuvor (HRR) und danach (Gebietsreform in Bayern) angehörte. Zur Zeit des Heiligen Römischen Reiches Deutscher Nation gab es in diesem Untersuchungbereich folgende Herrschaften: Brandenburg-Ansbach (BB-AN), Brandenburg-Bayreuth (BB-BT), das Hochstift Eichstätt (HS EI), der Deutsche Orden (DO), die Reichsstadt Nürnberg (RS N) und Rittergüter (RG). Maßgeblich ist hier, wer die Dorf- und Gemeindeherrschaft und das Niedergericht inner Etters ausübte. Die Herrschaften sind auch in der Zeit, als Ansbach-Bayreuth unter preußischer Verwaltung stand (1797–1806), weitestgehend identisch.
| Steuerdistrikt        | Gemeinde              | Ortsteile           | Typ  | EW    | Pfarrei                           | Konf. | Schule             | Post               | HRR   | Heute            |
| --------------------- | --------------------- | ------------------- | ---- | ----- | --------------------------------- | ----- | ------------------ | ------------------ | ----- | ---------------- |
| ↑ Aich                | ↑ Aich                | Aich                | D.   | 131   | Weißenbronn St. Michael           | ev.   | Weißen- bronn      | Neuen- dettelsau   | BB-AN | Neuen- dettelsau |
| Aich                  | Aich                  | Birkenhof           | E.   | 011   | Neuendettelsau St. Nikolai        | ev.   | Neuen- dettelsau   | Neuen- dettelsau   | BB-AN | Neuen- dettelsau |
| Aich                  | Aich                  | Geichsenhof         | E.   | 015   | Neuendettelsau St. Nikolai        | ev.   | Neuen- dettelsau   | Neuen- dettelsau   | BB-AN | Neuen- dettelsau |
| Aich                  | Aich                  | Geichsenmühle       | M.   | 005   | Neuendettelsau St. Nikolai        | ev.   | Neuen- dettelsau   | Neuen- dettelsau   | BB-AN | Neuen- dettelsau |
| Aich                  | Aich                  | Hammerschmiede      | M.   | k. A. | Weißenbronn St. Michael           | ev.   | Weißen- bronn      | Neuen- dettelsau   | BB-AN | Neuen- dettelsau |
| Aich                  | Aich                  | Mausendorf          | D.   | 065   | Weißenbronn St. Michael           | ev.   | Weißen- bronn      | Neuen- dettelsau   | BB-AN | Neuen- dettelsau |
| Aich                  | Aich                  | Mausenmühle         | M.   | 006   | Weißenbronn St. Michael           | ev.   | Weißen- bronn      | Neuen- dettelsau   | BB-AN | Neuen- dettelsau |
| Aich                  | ↑ Altendettelsau      | Altendettelsau      | D.   | 059   | Petersaurach St. Peter            | ev.   | Peters- aurach     | Neuen- dettelsau   | BB-AN | Peters- aurach   |
| Aich                  | Altendettelsau        | Froschmühle         | M.   | 008   | Neuendettelsau St. Nikolai        | ev.   | Neuen- dettelsau   | Neuen- dettelsau   | BB-AN | Neuen- dettelsau |
| Petersaurach          | Altendettelsau        | Ziegendorf          | D.   | 048   | Petersaurach St. Peter            | ev.   | Peters- aurach     | Neuen- dettelsau   | BB-AN | Peters- aurach   |
| ↑ Barthelmesaurach    | ↑ Barthelmesaurach    | Barthelmesaurach    | Pfd. | 250   | Barthelmesaurach St. Bartholomäus | ev.   | Barthelmes- aurach | Barthelmes- aurach | BB-AN | Kammer- stein    |
| Barthelmesaurach      | Barthelmesaurach      | Hasenmühle          | M.   | 006   | Barthelmesaurach St. Bartholomäus | ev.   | Barthelmes- aurach | Barthelmes- aurach | BB-AN | Kammer- stein    |
| Barthelmesaurach      | Barthelmesaurach      | Haubenhof           | E.   | 014   | Barthelmesaurach St. Bartholomäus | ev.   | Barthelmes- aurach | Barthelmes- aurach | BB-AN | Kammer- stein    |
| Barthelmesaurach      | Barthelmesaurach      | Mildach             | D.   | 052   | Barthelmesaurach St. Bartholomäus | ev.   | Barthelmes- aurach | Barthelmes- aurach | BB-AN | Kammer- stein    |
| Barthelmesaurach      | Barthelmesaurach      | Rudelsdorf          | D.   | 094   | Barthelmesaurach St. Bartholomäus | ev.   | Barthelmes- aurach | Barthelmes- aurach | BB-AN | Kammer- stein    |
| Immeldorf             | ↑ Bechhofen           | Bechhofen           | D.   | 128   | Neuendettelsau St. Nikolai        | ev.   | Neuen- dettelsau   | Winds- bach        | BB-AN | Neuen- dettelsau |
| Wassermungenau        | ↑ Beerbach            | Beerbach            | D.   | 185   | Wassermungenau St. Andreas        | ev.   | Wasser- mungenau   | Spalt              | BB-AN | Abenberg         |
| Wassermungenau        | Beerbach              | Pflugsmühle         | M.   | 012   | Wassermungenau St. Andreas        | ev.   | Wasser- mungenau   | Spalt              | BB-AN | Abenberg         |
| ↑ Bertholdsdorf       | ↑ Bertholdsdorf       | Bertholdsdorf       | Pfd. | 165   | Bertholdsdorf St. Georg           | ev.   | Bertholds- dorf    | Heilsbronn         | BB-AN | Winds- bach      |
| Bertholdsdorf         | Bertholdsdorf         | Kitschendorf        | D.   | 047   | Bertholdsdorf St. Georg           | ev.   | Bertholds- dorf    | Heilsbronn         | BB-AN | Winds- bach      |
| Bertholdsdorf         | Bertholdsdorf         | Winterhof           | E.   | 007   | Bertholdsdorf St. Georg           | ev.   | Bertholds- dorf    | Heilsbronn         | BB-AN | Winds- bach      |
| Bürglein              | ↑ Betzendorf          | Betzendorf          | D.   | 092   | Bürglein St. Johannes             | ev.   | Bürglein           | Heilsbronn         | BB-BT | Heilsbronn       |
| Bürglein              | Betzendorf            | Markttriebendorf    | Kd.  | 069   | Bürglein St. Johannes             | ev.   | Bürglein           | Heilsbronn         | BB-BT | Heilsbronn       |
| Gerbersdorf           | ↑ Biederbach          | Biederbach          | D.   | 126   | W-Eschenbach Liebfrauenmünster    | kath. | W-Eschen- bach     | Tries- dorf        | DO    | W-Eschen- bach   |
| Bürglein              | ↑ Bonnhof             | Bonnhof             | D.   | 154   | Bürglein St. Johannes             | ev.   | Bürglein           | Heilsbronn         | BB-BT | Heilsbronn       |
| Bürglein              | Bonnhof               | Gottmannsdorf       | D.   | 074   | Bürglein St. Johannes             | ev.   | Bürglein           | Raiters- aich      | BB-BT | Heilsbronn       |
| Bertholdsdorf         | ↑ Brunn               | Brunn               | D.   | 068   | Veitsaurach St. Vitus             | kath. | Veits- aurach      | Winds- bach        | HS EI | Winds- bach      |
| Bertholdsdorf         | Brunn                 | Kettersbach         | D.   | 064   | Veitsaurach St. Vitus             | kath. | Veits- aurach      | Winds- bach        | HS EI | Winds- bach      |
| Bertholdsdorf         | Brunn                 | Leipersloh          | D.   | 098   | Veitsaurach St. Vitus             | kath. | Veits- aurach      | Winds- bach        | HS EI | Winds- bach      |
| ↑ Bürglein            | ↑ Bürglein            | Bürglein            | Pfd. | 196   | Bürglein St. Johannes             | ev.   | Bürglein           | Heilsbronn         | BB-BT | Heilsbronn       |
| Bürglein              | Bürglein              | Böllingsdorf        | D.   | 050   | Bürglein St. Johannes             | ev.   | Bürglein           | Heilsbronn         | BB-BT | Heilsbronn       |
| ↑ Dürrenmungenau      | ↑ Dürrenmungenau      | Dürrenmungenau      | Pfd. | 220   | Dürrenmungenau St. Jakobus        | ev.   | Dürren- mungenau   | Abenberg           | RG DÜ | Abenberg         |
| Barthelmesaurach      | ↑ Ebersbach           | Ebersbach           | D.   | 109   | Barthelmesaurach St. Bartholomäus | ev.   | Barthelmes- aurach | Barthelmes- aurach | BB-AN | Abenberg         |
| Barthelmesaurach      | Ebersbach             | Kapsdorf            | D.   | 046   | Barthelmesaurach St. Bartholomäus | kath. | Barthelmes- aurach | Barthelmes- aurach | BB-AN | Abenberg         |
| Mitteleschenbach      | ↑ Elpersdorf          | Elpersdorf          | D.   | 128   | Windsbach St. Margareta           | ev.   | Winds- bach        | Winds- bach        | BB-AN | Winds- bach      |
| Mitteleschenbach      | Elpersdorf            | Kugelmühle          | M.   | 006   | Windsbach St. Margareta           | ev.   | Winds- bach        | Winds- bach        | BB-AN | Winds- bach      |
| Sauernheim            | ↑ Fischbach           | Fischbach           | D.   | 052   | Immeldorf St. Georg               | ev.   | Immel- dorf        | Lichtenau          | RS N  | Lichtenau        |
| Sauernheim            | Fischbach             | Rückersdorf         | W.   | 048   | Immeldorf St. Georg               | ev.   | Immel- dorf        | Lichtenau          | RS N  | Lichtenau        |
| ↑ Gerbersdorf         | ↑ Gerbersdorf         | Gerbersdorf         | D.   | 068   | Merkendorf U. L. Frau             | ev.   | W-Eschen- bach     | Tries- dorf        | BB-AN | Merken- dorf     |
| Gerbersdorf           | Gerbersdorf           | Waizendorf          | D.   | 091   | W-Eschenbach Liebfrauenmünster    | kath. | W-Eschen- bach     | Tries- dorf        | DO    | W-Eschen- bach   |
| Aich                  | ↑ Haag                | Haag                | D.   | 078   | Neuendettelsau St. Nikolai        | ev.   | Neuen- dettelsau   | Neuen- dettelsau   | BB-AN | Neuen- dettelsau |
| Aich                  | Haag                  | Jakobsruh           | E.   | 007   | Weißenbronn St. Michael           | ev.   | Weißen- bronn      | Heilsbronn         | BB-AN | Neuen- dettelsau |
| Aich                  | Haag                  | Reuth               | Kd.  | 078   | Weißenbronn St. Michael           | ev.   | Neuen- dettelsau   | Neuen- dettelsau   | BB-AN | Neuen- dettelsau |
| Aich                  | Haag                  | Steinhof            | E.   | 018   | Weißenbronn St. Michael           | ev.   | Weißen- bronn      | Neuen- dettelsau   | BB-AN | Neuen- dettelsau |
| Aich                  | Haag                  | Steinmühle          | M.   | 011   | Weißenbronn St. Michael           | ev.   | Weißen- bronn      | Neuen- dettelsau   | BB-AN | Neuen- dettelsau |
| Hirschlach            | ↑ Heglau              | Heglau              | D.   | 107   | Merkendorf U. L. Frau             | ev.   | Merken- dorf       | Tries- dorf        | BB-AN | Merken- dorf     |
| Merkendorf            | Heglau                | Dürrnhof            | W.   | 025   | Merkendorf U. L. Frau             | ev.   | Merken- dorf       | Tries- dorf        | BB-AN | Merken- dorf     |
| ↑ Heilsbronn          | ↑ Heilsbronn          | Heilsbronn          | Mkt. | 756   | Heilsbronn St. Maria & Jakobus    | ev.   | Heilsbronn         | Heilsbronn         | BB-AN | Heilsbronn       |
| Heilsbronn            | Heilsbronn            | Berghof             | E.   | 012   | Weißenbronn St. Michael           | ev.   | Weißen- bronn      | Heilsbronn         | BB-AN | Heilsbronn       |
| Heilsbronn            | Heilsbronn            | Schönbühl           | E.   | k. A. | Weißenbronn St. Michael           | ev.   | Heilsbronn         | Heilsbronn         | BB-AN | Heilsbronn       |
| Heilsbronn            | Heilsbronn            | Ziegelhütte         | E.   | 007   | Weißenbronn St. Michael           | ev.   | Heilsbronn         | Heilsbronn         | BB-AN | Heilsbronn       |
| Wassermungenau        | ↑ Hergersbach         | Hergersbach         | D.   | 138   | Wassermungenau St. Andreas        | ev.   | Wasser- mungenau   | Winds- bach        | RG DÜ | Winds- bach      |
| Sachsen               | ↑ Herpersdorf         | Herpersdorf         | D.   | 092   | Sachsen St. Alban                 | ev.   | Sachsen            | Lichtenau          | RS N  | Lichtenau        |
| Sachsen               | Herpersdorf           | Langenloh           | D.   | 071   | Sachsen St. Alban                 | ev.   | Sachsen            | Lichtenau          | RS N  | Peters- aurach   |
| ↑ Hirschlach          | ↑ Hirschlach          | Hirschlach          | Kd.  | 160   | Merkendorf U. L. Frau             | ev.   | Hirsch- lach       | Tries- dorf        | BB-AN | Merken- dorf     |
| Hirschlach            | Hirschlach            | Neuses (Merkendorf) | D.   | 060   | Merkendorf U. L. Frau             | ev.   | Merken- dorf       | Tries- dorf        | HS EI | Merken- dorf     |
| Petersaurach          | ↑ Höfstetten          | Höfstetten          | D.   | 057   | Bürglein St. Johannes             | ev.   | Bürglein           | Heilsbronn         | BB-BT | Heilsbronn       |
| Petersaurach          | Höfstetten            | Neuhöflein          | D.   | 052   | Großhaslach St. Maria             | ev.   | Groß- haslach      | Heilsbronn         | BB-BT | Heilsbronn       |
| ↑ Immeldorf           | ↑ Immeldorf           | Immeldorf           | Pfd. | 277   | Immeldorf St. Georg               | ev.   | Immel- dorf        | Lichtenau          | RS N  | Lichtenau        |
| Sauernheim            | ↑ Ismannsdorf         | Ismannsdorf         | D.   | 161 * | Windsbach St. Margareta           | ev.   | Ismanns- dorf      | Winds- bach        | BB-AN | Winds- bach      |
| Sauernheim            | Ismannsdorf           | Speckheim           | D.   | 161 * | Windsbach St. Margareta           | ev.   | Ismanns- dorf      | Winds- bach        | BB-AN | Winds- bach      |
| Bürglein              | ↑ Kehlmünz            | Kehlmünz            | D.   | 068   | Kleinhaslach St. Martin           | ev.   | Klein- haslach     | Heilsbronn         | BB-BT | Dieten- hofen    |
| Bürglein              | Kehlmünz              | Hörleinsdorf        | D.   | 050   | Bürglein St. Johannes             | ev.   | Bürglein           | Heilsbronn         | BB-BT | Dieten- hofen    |
| Bürglein              | Kehlmünz              | Münchzell           | E.   | 005   | Bürglein St. Johannes             | ev.   | Bürglein           | Heilsbronn         | BB-BT | Dieten- hofen    |
| Petersaurach          | ↑ Ketteldorf          | Ketteldorf          | Kd.  | 176   | Großhaslach St. Maria             | ev.   | Groß- haslach      | Heilsbronn         | BB-AN | Heilsbronn       |
| ↑ Lichtenau           | ↑ Lichtenau           | Lichtenau           | Mkt. | 411   | Lichtenau Dreieinigkeit           | ev.   | Lichtenau          | Lichtenau          | RS N  | Lichtenau        |
| Lichtenau             | Lichtenau             | Boxbrunn            | D.   | 050   | Lichtenau Dreieinigkeit           | ev.   | Lichtenau          | Lichtenau          | RS N  | Lichtenau        |
| Lichtenau             | Lichtenau             | Stritthof           | E.   | 007   | Lichtenau Dreieinigkeit           | ev.   | Lichtenau          | Lichtenau          | RS N  | Lichtenau        |
| Lichtenau             | Lichtenau             | Weickershof         | E.   | 014   | Lichtenau Dreieinigkeit           | ev.   | Lichtenau          | Lichtenau          | RS N  | Lichtenau        |
| Immeldorf             | ↑ Malmersdorf         | Malmersdorf         | D.   | 071   | Immeldorf St. Georg               | ev.   | Immel- dorf        | Lichtenau          | RS N  | Lichtenau        |
| Immeldorf             | Malmersdorf           | Büschelbach         | D.   | 090   | Immeldorf St. Georg               | ev.   | Immel- dorf        | Lichtenau          | RS N  | Lichtenau        |
| Immeldorf             | Malmersdorf           | Waltendorf          | W.   | 032   | Immeldorf St. Georg               | ev.   | Immel- dorf        | Lichtenau          | RS N  | Lichtenau        |
| ↑ Merkendorf          | ↑ Merkendorf          | Merkendorf          | St.  | 767   | Merkendorf U. L. Frau             | ev.   | Merken- dorf       | Tries- dorf        | BB-AN | Merken- dorf     |
| Gerbersdorf           | Merkendorf            | Weißbachmühle       | M.   | 004   | Merkendorf U. L. Frau             | ev.   | Merken- dorf       | Tries- dorf        | BB-AN | Merken- dorf     |
| ↑ Mitteleschenbach    | ↑ Mitteleschenbach    | Mitteleschenbach    | Pfd. | 536   | Mitteleschenbach St. Nikolaus     | kath. | M-Eschen- bach     | Winds- bach        | HS EI | M-Eschen- bach   |
| Mitteleschenbach      | Mitteleschenbach      | Bremenhof           | E.   | 014   | Mitteleschenbach St. Nikolaus     | kath. | M-Eschen- bach     | Winds- bach        | BB-AN | M-Eschen- bach   |
| Mitteleschenbach      | Mitteleschenbach      | Gersbach            | W.   | 032   | Mitteleschenbach St. Nikolaus     | kath. | M-Eschen- bach     | Winds- bach        | HS EI | M-Eschen- bach   |
| Mitteleschenbach      | Mitteleschenbach      | Haselmühle          | M.   | k. A. | Mitteleschenbach St. Nikolaus     | kath. | M-Eschen- bach     | Winds- bach        | HS EI | M-Eschen- bach   |
| Mitteleschenbach      | Mitteleschenbach      | Käshof              | E.   | 008   | Mitteleschenbach St. Nikolaus     | kath. | M-Eschen- bach     | Winds- bach        | HS EI | M-Eschen- bach   |
| Mitteleschenbach      | Mitteleschenbach      | Klappermühle        | M.   | k. A. | Mitteleschenbach St. Nikolaus     | kath. | M-Eschen- bach     | Winds- bach        | HS EI | M-Eschen- bach   |
| Mitteleschenbach      | ↑ Moosbach            | Moosbach            | D.   | 123   | Windsbach St. Margareta           | ev.   | Winds- bach        | Winds- bach        | BB-AN | Winds- bach      |
| Weißenbronn           | ↑ Müncherlbach        | Müncherlbach        | D.   | 119   | Rohr St. Emmeram                  | ev.   | Rohr               | Raiters- aich      | BB-BT | Heilsbronn       |
| ↑ Neuendettelsau      | ↑ Neuendettelsau      | Neuendettelsau      | Pfd. | 403   | Neuendettelsau St. Nikolai        | ev.   | Neuen- dettelsau   | Neuen- dettelsau   | RG NE | Neuen- dettelsau |
| ↑ Petersaurach        | ↑ Petersaurach        | Petersaurach        | Pfd. | 426   | Petersaurach St. Peter            | ev.   | Peters- aurach     | Wickles- greuth    | BB-AN | Peters- aurach   |
| Petersaurach          | Petersaurach          | Weiherhof           | E.   | 006   | Petersaurach St. Peter            | ev.   | Peters- aurach     | Wickles- greuth    | BB-AN | Peters- aurach   |
| Petersaurach          | Petersaurach          | Wicklesgreuth       | D.   | 063   | Petersaurach St. Peter            | ev.   | Peters- aurach     | Wickles- greuth    | BB-AN | Peters- aurach   |
| Mitteleschenbach      | ↑ Retzendorf          | Retzendorf          | D.   | 074   | Windsbach St. Margareta           | ev.   | Winds- bach        | Winds- bach        | BB-AN | Winds- bach      |
| Mitteleschenbach      | Retzendorf            | Hölzleinsmühle      | M.   | 004   | Windsbach St. Margareta           | ev.   | Winds- bach        | Winds- bach        | BB-AN | Winds- bach      |
| Mitteleschenbach      | Retzendorf            | Wolfsau             | W.   | 023   | Windsbach St. Margareta           | ev.   | Winds- bach        | Winds- bach        | BB-AN | Winds- bach      |
| Sauernheim            | ↑ Reutern             | Reutern             | D.   | 065   | W-Eschenbach Liebfrauenmünster    | kath. | W-Eschen- bach     | Tries- dorf        | DO    | W-Eschen- bach   |
| Sauernheim            | Sauernheim            | Bölleinsmühle       | M.   | 008   | W-Eschenbach Liebfrauenmünster    | kath. | W-Eschen- bach     | Tries- dorf        | DO    | W-Eschen- bach   |
| Sauernheim            | Sauernheim            | Sallmannshof        | E.   | 011   | W-Eschenbach Liebfrauenmünster    | kath. | W-Eschen- bach     | Tries- dorf        | DO    | W-Eschen- bach   |
| Sauernheim            | Sauernheim            | Spiegelhof          | E.   | k. A. | W-Eschenbach Liebfrauenmünster    | kath. | W-Eschen- bach     | Tries- dorf        | DO    | W-Eschen- bach   |
| Sauernheim            | Sauernheim            | Utzenmühle          | M.   | 007   | W-Eschenbach Liebfrauenmünster    | kath. | W-Eschen- bach     | Tries- dorf        | DO    | W-Eschen- bach   |
| Sauernheim            | Sauernheim            | Wöltendorf          | W.   | †     | W-Eschenbach Liebfrauenmünster    | kath. | Watten bach        | Lichtenau          | DO    | W-Eschen- bach   |
| ↑ Sachsen             | ↑ Sachsen             | Sachsen             | Pfd. | 176   | Sachsen St. Alban                 | ev.   | Sachsen            | Sachsen            | RS N  | Sachsen          |
| Sachsen               | Sachsen               | Milmersdorf         | W.   | 037   | Sachsen St. Alban                 | ev.   | Sachsen            | Sachsen            | RS N  | Sachsen          |
| ↑ Sauernheim          | ↑ Sauernheim          | Sauernheim          | D.   | 120   | Windsbach St. Margareta           | ev.   | Ismanns- dorf      | Winds- bach        | BB-AN | Winds- bach      |
| Sauernheim            | Sauernheim            | Hopfenmühle         | M.   | 006   | Windsbach St. Margareta           | ev.   | Ismanns- dorf      | Winds- bach        | BB-AN | Winds- bach      |
| Immeldorf             | ↑ Schlauersbach       | Schlauersbach       | D.   | 105   | Immeldorf St. Georg               | ev.   | Immel- dorf        | Lichtenau          | BB-AN | Lichtenau        |
| Immeldorf             | Schlauersbach         | Bachmühle           | M.   | k. A. | Immeldorf St. Georg               | ev.   | Immel- dorf        | Lichtenau          | BB-AN | Lichtenau        |
| Immeldorf             | Schlauersbach         | Kirschendorf        | D.   | 045   | Immeldorf St. Georg               | ev.   | Immel- dorf        | Lichtenau          | BB-AN | Lichtenau        |
| Weißenbronn           | ↑ Seitendorf          | Seitendorf          | D.   | 095   | Rohr St. Emmeram                  | ev.   | Rohr               | Heilsbronn         | BB-AN | Heilsbronn       |
| Weißenbronn           | Seitendorf            | Göddeldorf          | D.   | 084   | Rohr St. Emmeram                  | ev.   | Rohr               | Heilsbronn         | BB-AN | Heilsbronn       |
| Weißenbronn           | Seitendorf            | Trachenhöfstatt     | W.   | 025   | Weißenbronn St. Michael           | ev.   | Weißen- bronn      | Heilsbronn         | BB-AN | Heilsbronn       |
| Gerbersdorf           | ↑ Selgenstadt         | Selgenstadt         | D.   | 080   | Merkendorf U. L. Frau             | ev.   | Merken- dorf       | Tries- dorf        | BB-AN | W-Eschen- bach   |
| Gerbersdorf           | Selgenstadt           | Adelmannsdorf       | D.   | 074   | W-Eschenbach Liebfrauenmünster    | kath. | W-Eschen- bach     | Tries- dorf        | DO    | W-Eschen- bach   |
| Bertholdsdorf         | ↑ Suddersdorf         | Suddersdorf         | D.   | 098   | Bertholdsdorf St. Georg           | ev.   | Bertholds- dorf    | Winds- bach        | BB-AN | Winds bach       |
| Wassermungenau        | ↑ Untereschenbach     | Untereschenbach     | Kd.  | 102   | Wassermungenau St. Andreas        | ev.   | Wasser- mungenau   | Winds- bach        | BB-AN | Winds- bach      |
| Sachsen               | ↑ Unterrottmannsdorf  | Unterrottmannsdorf  | D.   | 102   | Sachsen St. Alban                 | ev.   | Zandt              | Lichtenau          | RS N  | Lichtenau        |
| Sachsen               | Unterrottmannsdorf    | Weidenmühle         | M.   | 006   | Sachsen St. Alban                 | ev.   | Zandt              | Lichtenau          | RS N  | Lichtenau        |
| Sachsen               | Unterrottmannsdorf    | Zandt               | D.   | 098   | Sachsen St. Alban                 | ev.   | Zandt              | Lichtenau          | RS N  | Lichtenau        |
| Sachsen               | Unterrottmannsdorf    | Zandtmühle          | M.   | k. A. | Sachsen St. Alban                 | ev.   | Zandt              | Lichtenau          | RS N  | Lichtenau        |
| Bertholdsdorf         | ↑ Veitsaurach         | Veitsaurach         | Pfd. | 151   | Veitsaurach St. Vitus             | kath. | Veits- aurach      | Heilsbronn         | HS EI | Winds- bach      |
| Bertholdsdorf         | Veitsaurach           | Buckenmühle         | M.   | 007   | Veitsaurach St. Vitus             | kath. | Veits- aurach      | Heilsbronn         | HS EI | Winds- bach      |
| Bertholdsdorf         | Veitsaurach           | Lanzendorf          | D.   | 076   | Veitsaurach St. Vitus             | kath. | Veits- aurach      | Heilsbronn         | HS EI | Winds- bach      |
| Sachsen               | ↑ Volkersdorf         | Volkersdorf         | D.   | 144   | Sachsen St. Alban                 | ev.   | Sachsen            | Sachsen            | RS N  | Sachsen          |
| Sachsen               | Volkersdorf           | Rutzendorf          | D.   | 096   | Sachsen St. Alban                 | ev.   | Sachsen            | Sachsen            | RS N  | Sachsen          |
| Sachsen               | Volkersdorf           | Rutzendorfer Mühle  | M.   | k. A. | Sachsen St. Alban                 | ev.   | Sachsen            | Sachsen            | RS N  | Sachsen          |
| ↑ Wassermungenau      | ↑ Wassermungenau      | Wassermungenau      | Pfd. | 344   | Wassermungenau St. Andreas        | ev.   | Wasser- mungenau   | Wasser- mungenau   | BB-AN | Abenberg         |
| Sauernheim            | ↑ Wattenbach          | Wattenbach          | D.   | 105   | Immeldorf St. Georg               | ev.   | Watten- bach       | Lichtenau          | RS N  | Lichtenau        |
| Sauernheim            | Wattenbach            | Ballmannshof        | E.   | 006   | Immeldorf St. Georg               | ev.   | Lichtenau          | Lichtenau          | RS N  | Lichtenau        |
| Sauernheim            | Wattenbach            | Erlenmühle          | M.   | 004   | Immeldorf St. Georg               | ev.   | Immel- dorf        | Lichtenau          | RS N  | Lichtenau        |
| Sauernheim            | Wattenbach            | Gotzendorf          | D.   | 070   | Immeldorf St. Georg               | ev.   | Immel- dorf        | Lichtenau          | RS N  | Lichtenau        |
| Sauernheim            | Wattenbach            | Gotzenmühle         | M.   | 006   | Immeldorf St. Georg               | ev.   | Immel- dorf        | Lichtenau          | RS N  | Lichtenau        |
| ↑ Weißenbronn         | ↑ Weißenbronn         | Weißenbronn         | Pfd. | 265   | Weißenbronn St. Michael           | ev.   | Weißen- bronn      | Heilsbronn         | BB-AN | Heilsbronn       |
| Weißenbronn           | Weißenbronn           | Betzmannsdorf       | W.   | 018   | Weißenbronn St. Michael           | ev.   | Weißen- bronn      | Heilsbronn         | BB-AN | Heilsbronn       |
| Weißenbronn           | Weißenbronn           | Triebendorf         | D.   | 048   | Weißenbronn St. Michael           | ev.   | Weißen- bronn      | Heilsbronn         | RS N  | Heilsbronn       |
| Bürglein              | ↑ Weiterndorf         | Weiterndorf         | D.   | 125   | Heilsbronn St. Maria & Jakobus    | ev.   | Heilsbronn         | Heilsbronn         | BB-AN | Heilsbronn       |
| Bürglein              | Weiterndorf           | Butzenhof           | E.   | k. A. | Heilsbronn St. Maria & Jakobus    | ev.   | Heilsbronn         | Heilsbronn         | BB-AN | Heilsbronn       |
| Immeldorf             | ↑ Wernsbach           | Wernsbach           | Kd.  | 082   | Neuendettelsau St. Nikolai        | ev.   | Neuen- dettelsau   | Neuen- dettelsau   | BB-AN | Neuen- dettelsau |
| Immeldorf             | Wernsbach             | Neuses (Windsbach)  | D.   | 090   | Windsbach St. Margareta           | ev.   | Winds- bach        | Winds- bach        | BB-AN | Winds- bach      |
| ↑ Windsbach           | ↑ Windsbach           | Windsbach           | St.  | 949   | Windsbach St. Margareta           | ev.   | Winds- bach        | Winds- bach        | BB-AN | Winds- bach      |
| Windsbach             | Windsbach             | Fallhaus            | E.   | 006   | Windsbach St. Margareta           | ev.   | Winds- bach        | Winds- bach        | BB-AN | Winds- bach      |
| Windsbach             | Windsbach             | Schwalbenmühle      | M.   | 009   | Windsbach St. Margareta           | ev.   | Winds- bach        | Winds- bach        | BB-AN | Winds- bach      |
| Windsbach             | Windsbach             | Wernsmühle          | M.   | 018   | Windsbach St. Margareta           | ev.   | Winds- bach        | Winds- bach        | BB-AN | Winds- bach      |
| Wassermungenau        | ↑ Winkelhaid          | Winkelhaid          | D.   | 137   | Wassermungenau St. Andreas        | ev.   | Wasser- mungenau   | Winds- bach        | BB-AN | Winds- bach      |
| Wassermungenau        | Winkelhaid            | Thonhof             | E.   | 014   | Wassermungenau St. Andreas        | ev.   | Wasser- mungenau   | Winds- bach        | BB-AN | Winds- bach      |
| ↑ Wolframs-Eschenbach | ↑ Wolframs-Eschenbach | Wolframs-Eschenbach | St.  | 803   | W-Eschenbach Liebfrauenmünster    | kath. | W-Eschen- bach     | W-Eschen- bach     | DO    | W-Eschen- bach   |
| Wolframs-Eschenbach   | Wolframs-Eschenbach   | Beierleinsmühle     | M.   | k. A. | W-Eschenbach Liebfrauenmünster    | kath. | W-Eschen- bach     | Tries- dorf        | DO    | W-Eschen- bach   |
| Bertholdsdorf         | ↑ Wollersdorf         | Wollersdorf         | D.   | 090   | Bertholdsdorf St. Georg           | ev.   | Bertholds- dorf    | Heilsbronn         | BB-AN | Neuen- dettelsau |
| Bertholdsdorf         | Wollersdorf           | Watzendorf          | D.   | 043   | Bertholdsdorf St. Georg           | ev.   | Bertholds- dorf    | Neuen- dettelsau   | BB-AN | Neuen- dettelsau |

## Karten
- Georg Lommel, Gottlieb J. Bauer, A. M. Hammer: Der Rezatkreis in: Bayerns acht Kreise, Beilage 4, 1836 (Digitalisat der Bayerischen Staatsbibliothek).
- Georg Ludwig Wenng: Spezialkarten von Bayern, Blatt 12 (=Karte der königl. Landgerichte Ansbach, Dinkelsbühl, Feuchtwangen, Gunzenhausen, Heilsbronn, Herrieden, Rothenburg, Schillingsfürst und Wassertrüdingen), 1885 (Digitalisat der Bayerischen Staatsbibliothek).